# Eamonn Loughran
Eamonn Loughran (* 5. Juni 1970 in Ballymena) ist ein ehemaliger britischer Profiboxer und Weltmeister der WBO im Weltergewicht.

## Karriere
Als Amateur trat er für Irland an und konnte 1987 bei den Junioren-Weltmeisterschaften in Havanna den zweiten Platz im Halbweltergewicht erkämpfen. Er besiegte den US-Amerikaner Tony Robinson, den Kubaner Armando Mariño und den Kanadier Anthony Duffin, ehe er im Finale dem Rumänen Michael Löwe unterlag, der damals noch unter seinem Geburtsnamen Mihai Leu boxte.
Noch 1987 wechselte er zu den Profis und boxte in seiner Aufbauphase in Nordirland, England, Panama, Spanien, Wales und Deutschland. Im November 1992 gewann er den Commonwealth-Titel durch einen vorzeitigen Sieg gegen Donovan Boucher, späterer WM-Herausforderer von Crisanto España. Im Februar 1993 verteidigte er den Titel ebenfalls vorzeitig gegen Michael Benjamin aus Guyana. Mit einer Bilanz von 21 Siegen, einem Unentschieden und einer Disqualifikationsniederlage, boxte er im Oktober 1993 in Belfast um die vakante Weltmeisterschaft der WBO, die der Däne Gert Bo Jacobsen niedergelegt hatte. Dabei besiegte Loughran den US-Amerikaner Lorenzo Smith, der bereits im Jahr zuvor beim Kampf um den WBO-Titel im Halbweltergewicht gegen Carlos González gescheitert ist, einstimmig nach Punkten.
1994 verteidigte er den Titel gegen den Italienischen Meister und Europameister Alessandro Duran, sowie gegen den US-amerikanischen Ex-WBO-Weltmeister Manning Galloway. 1995 konnte er den Titel noch gegen Nordamerika-Meister Tony Gannarelli, sowie zweimal gegen den Dominikaner Angel Beltre behaupten. Im April 1996 verlor er schließlich durch t.K.o. in der ersten Runde gegen den Mexikaner José Luis López und beendete seine Karriere.
2014 fand er Aufnahme in die Ballymena Sporting Hall of Fame.